# Пуренская волость
Пуренская волость (латыш. Pureņu pagasts, латг. Purynu pogosts) — одна из двадцати пяти территориальных единиц Лудзенского края Латвии. Находится на западе края. Граничит с Цирмской, Иснаудской, Нюкшинской волостями своего края и со Столеровской волостью Резекненского края. 
Волостным центром является село Кивдолова (латыш. Kivdolova, латг. Kiudolova). Другие крупные сёла: Аузени (латыш. Auzeņi), Железники (латыш. Železnīki).
До 1984 года центром волости (сельсовета) было село Виткупова.
Расстояния от Кивдолова до краевого центра, города Лудза — 15 км.
На территории волости находится Кивдоловское озеро.

## Население
По данным переписи населения Латвии 2011 года, из 366 жителей Пуренской волости латыши составили  74,04 % (271 чел.), русские —  21,58 % (79 чел.), украинцы —  2,46 % (9 чел.). 